# 다이고정
다이고정(일본어: 大子町 다이고마치[*])은 일본 이바라키현 북서부에 있는 구지군의 정이다.
일본 3대 폭포 중 하나인 "후쿠로다 폭포"로 알려진 정이며, 오쿠쿠지 지역의 중심지이다. 온천이나 린고 사냥으로도 유명하다. 일찍이 인구가 42,000명을 넘었으나 지금은 절반으로 감소하였다. 다른 기타칸토의 각 현에 비해 눈이 적은 이바라키현에 있고, 후쿠로다 폭포가 빙폭으로 알려질 만큼 있어 특히 한랭한 지역이다.

## 역사
- 1889년 4월 1일 - 정촌제 시행으로 구지군 다이고촌이 성립하였다.
- 1891년 7월 20일 - 다이고촌이 정으로 승격해 다이고정이 되었다.
- 1934년 12월 4일 - 스이군선이 전선 개통되었다.
- 1953년 9월 18일 - 국도 제118호선이 제정되었다.
- 1955년 3월 31일 - 후쿠로다촌, 미야카와촌, 사하라촌, 구로사와촌, 나미세촌, 가미오가와촌, 시모오가와촌의 일부와 신설 합병해 새로운 다이고정이 성립하였다.
- 1993년 6월 1일 - 국도 제461호선이 제정되었다.
- 2019년 10월 12일 - 태풍 19호로 인해 정사무소 본청사가 침수되고 575채의 건물 피해가 발생하였다.

## 교통

### 철도
- 동일본 여객철도 스이군선

### 도로
- 국도 118호선
- 국도 461호선(일본어판)

## 인구
| 연도 | 인구   | ±%     |
| ---- | ------ | ------ |
| 1950 | 44,784 | —      |
| 1960 | 40,178 | −10.3% |
| 1970 | 32,953 | −18.0% |
| 1980 | 29,524 | −10.4% |
| 1990 | 27,067 | −8.3%  |
| 2000 | 23,892 | −11.7% |
| 2010 | 20,041 | −16.1% |

## 기후
| 다이고정의 기후                                              | 다이고정의 기후 | 다이고정의 기후 | 다이고정의 기후 | 다이고정의 기후 | 다이고정의 기후 | 다이고정의 기후 | 다이고정의 기후 | 다이고정의 기후 | 다이고정의 기후 | 다이고정의 기후 | 다이고정의 기후 | 다이고정의 기후 | 다이고정의 기후 |
| 월                                                           | 1월             | 2월             | 3월             | 4월             | 5월             | 6월             | 7월             | 8월             | 9월             | 10월            | 11월            | 12월            | 연간            |
| ------------------------------------------------------------ | --------------- | --------------- | --------------- | --------------- | --------------- | --------------- | --------------- | --------------- | --------------- | --------------- | --------------- | --------------- | --------------- |
| 역대 최고 기온 °C (°F)                                       | 17.9 (64.2)     | 22.5 (72.5)     | 26.0 (78.8)     | 31.5 (88.7)     | 35.5 (95.9)     | 36.5 (97.7)     | 38.3 (100.9)    | 39.0 (102.2)    | 37.3 (99.1)     | 32.0 (89.6)     | 24.3 (75.7)     | 24.1 (75.4)     | 39.0 (102.2)    |
| 일평균 최고 기온 °C (°F)                                     | 8.2 (46.8)      | 9.3 (48.7)      | 12.9 (55.2)     | 18.5 (65.3)     | 23.5 (74.3)     | 26.2 (79.2)     | 29.9 (85.8)     | 31.3 (88.3)     | 27.1 (80.8)     | 21.3 (70.3)     | 15.7 (60.3)     | 10.5 (50.9)     | 19.5 (67.2)     |
| 일일 평균 기온 °C (°F)                                       | 0.6 (33.1)      | 1.8 (35.2)      | 5.4 (41.7)      | 10.9 (51.6)     | 16.2 (61.2)     | 20.1 (68.2)     | 23.9 (75.0)     | 24.9 (76.8)     | 21.0 (69.8)     | 14.8 (58.6)     | 8.3 (46.9)      | 2.8 (37.0)      | 12.6 (54.6)     |
| 일평균 최저 기온 °C (°F)                                     | −5.1 (22.8)     | −4.2 (24.4)     | −1.0 (30.2)     | 4.2 (39.6)      | 10.2 (50.4)     | 15.6 (60.1)     | 20.0 (68.0)     | 20.9 (69.6)     | 16.9 (62.4)     | 10.2 (50.4)     | 2.9 (37.2)      | −2.7 (27.1)     | 7.3 (45.2)      |
| 역대 최저 기온 °C (°F)                                       | −15.6 (3.9)     | −14.0 (6.8)     | −11.0 (12.2)    | −6.0 (21.2)     | −0.6 (30.9)     | 5.6 (42.1)      | 10.3 (50.5)     | 11.3 (52.3)     | 4.6 (40.3)      | −1.7 (28.9)     | −6.2 (20.8)     | −10.8 (12.6)    | −15.6 (3.9)     |
| 평균 강수량 mm (인치)                                        | 38.9 (1.53)     | 42.7 (1.68)     | 92.1 (3.63)     | 115.8 (4.56)    | 134.0 (5.28)    | 148.0 (5.83)    | 203.6 (8.02)    | 187.7 (7.39)    | 197.8 (7.79)    | 163.3 (6.43)    | 75.6 (2.98)     | 43.3 (1.70)     | 1,451.3 (57.14) |
| 평균 강수일수 (≥ 1.0 mm)                                     | 4.5             | 5.2             | 9.1             | 10.6            | 11.8            | 12.7            | 14.4            | 11.4            | 12.0            | 10.5            | 6.9             | 4.6             | 113.7           |
| 평균 월간 일조시간                                           | 201.7           | 187.3           | 198.6           | 196.0           | 186.9           | 133.7           | 133.8           | 157.6           | 128.4           | 144.3           | 160.6           | 184.2           | 2,011.8         |
| 출처: 일본 기상청 (평년값: 1991년~2020년, 극값: 1978년~현재) |                 |                 |                 |                 |                 |                 |                 |                 |                 |                 |                 |                 |                 |